# Marc Augé
Marc Augé (Poitiers, 2 de septiembre de 1935- París, 24 de julio de 2023) fue un antropólogo francés especializado en etnología. Como docente, impartió clases de antropología y etnología en la Escuela de Estudios Superiores en Ciencias Sociales  de París (EHESS por sus siglas en francés), de la que fue director entre 1985 y 1995. También fue responsable y director de diferentes investigaciones en el Centro Nacional para la Investigación Científica (CNRS de sus siglas en francés).
Asimismo, creó el concepto de  "sobremodernidad" a partir de una reflexión sobre la identidad del individuo en función de su relación con los lugares cotidianos y la presencia de la tecnología.

## El "no lugar"
Marc Augé acuñó el concepto "no-lugar" para referirse a los lugares de transitoriedad que no tienen suficiente importancia para ser considerados como "lugares". Son lugares antropológicos los históricos o los vitales, así como aquellos otros espacios en los que nos relacionamos. Un no-lugar es una autopista, una habitación de hotel, un aeropuerto o un supermercado... Carece de la configuración de los espacios, es en cambio circunstancial, casi exclusivamente definido por el pasar de individuos. No personaliza ni aporta a la identidad porque no es fácil interiorizar sus aspectos o componentes. Y en ellos la relación o comunicación es más artificial. Nos identifica el ticket de paso, un D.N.I, la tarjeta de crédito...[cita requerida]

## Recepción crítica
Aun cuando ampliamente citadas, las obras de Augé han generado cierta controversias en el mundo académico. Autores como Rodanthi Tzanelli, Maximiliano Korstanje y Peter Merriman advierten que no existe un consenso claro a la hora de precisar la naturaleza de un lugar antropológico. En este sentido, Auge no da ni aporta una definición convincente sobre que es un no-lugar. Lo que representa un espacio de anonimato para un actor social puede no serlo para otro. La agencia negocia el sentido de pertenencia según sus propios intereses y su biografía culturalmente condicionada. En este sentido, los no lugares son actualmente habitados por personas que han quedado excluidos del sistema económico. Asumiendo que el lugar otorga derechos, el no-lugar genera no-derechos. Por tal motivo, el concepto de no-lugar es funcional a la ideología de la clase dominante la cual legitima la exclusión de ciertos actores del sistema económico. Al margen de la crítica, las obras de Augé siguen siendo fuente de inspiración y reflexión para los académicos en todo el mundo.

## Obra en español
- El tiempo sin edad: etnología de sí mismo. Buenos Aires. Adriana Hidalgo Editora, 2016. Traducción de: Juana Bignozzi. ISBN 978-987-3793-61-5
- Futuro, Buenos Aires, Adriana Hidalgo Editora, 2012, Traducción: Rodrigo Molina-Zavalía. ISBN 978-84-92857-79-1
- La comunidad ilusoria (2012)
- Elogio de la bicicleta (2009)
- El viaje imposible: el turismo y sus imágenes (2009)
- Por una antropología de la movilidad (2007)
- El tiempo en ruinas (2003)
- Diario de guerra: El mundo después del 11 de septiembre (2002)
- Dios como objeto (1998)
- La guerra de los sueños:ejercicios de etno-ficción (1998)
- El viajero subterráneo:un etnólogo en el metro (1986)
- Las formas del olvido (1998)
- El sentido de los otros (1995)
- Los no lugares. Espacios del anonimato. Antropología de la Sobremodernidad (1993)
- El metro revisitado:El viajero subterráneo veinte años después (2008)
- El genio del paganismo (1993)
- Hacia una antropología de los mundos contemporáneos (1998). Editorial Gedisa, traducción: Alberto Luis Bixio.